# Lace House (Canaan, New York)

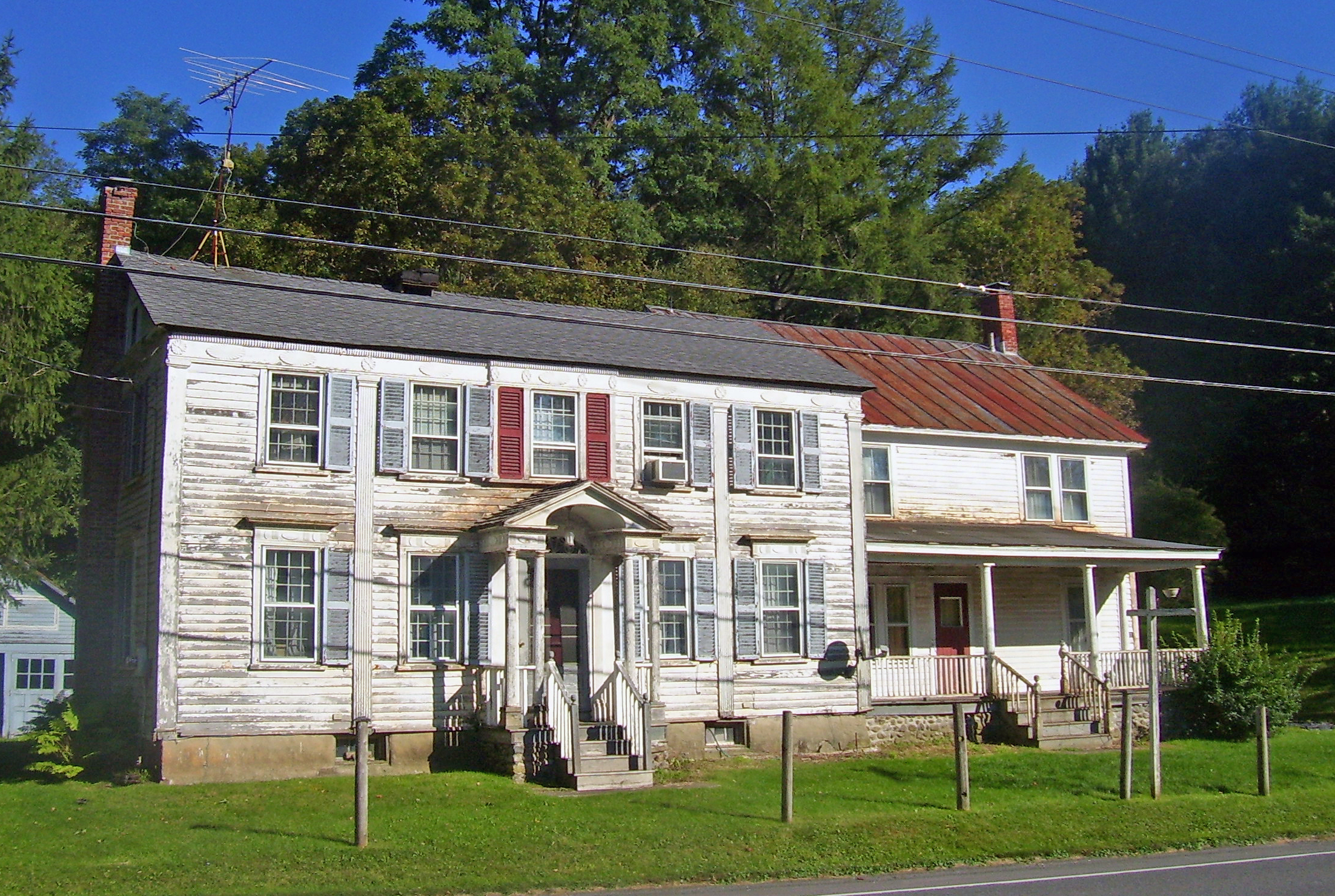
Westliche Seite des Hauses (2008)

Das Lace House, auch als Uriah Edwards House bekannt, befindet sich an der New York State Route 22 in Canaan, New York in den Vereinigten Staaten. Bei dem Gebäude handelt es sich um ein Anfang des 19. Jahrhunderts in Ständerbauweise erbautes Haus.
Es wurde von den Gebrüdern Fuller Brothers in einer formaleren Ausgestaltung des Federal Style, der zur Seit der Erbauung des Hauses von Siedlern aus Neuengland mitgebracht wurde. Der ursprüngliche Küchenflügel wurde zu Beginn des 20. Jahrhunderts ersetzt. Das Haus wurde am 21. Februar 1985 in das National Register of Historic Places aufgenommen.

## Gebäude
Das Haus und eine nicht beitragende Garage befinden sich auf einem 5700 m² großen Grundstück an der Ostseite der Route 22, direkt gegenüber der Miller Road und etwa 1500 m nördlich des Zubringers zur Interstate 90. Das Grundstück steigt nach Osten hin an, in Richtung der etwa zwei Kilometer entfernten Bundesstaatsgrenze zu Massachusetts auf der anderen Seite des Hügels. Eine Reihe von hölzernen Zaunpfählen verläuft am Straßenrand. Die umliegenden Gebäude in dem kleinen Weiler Flatbrook sind teils gewerblichen Objekte und teils Wohngebäude.
Das Gebäude selbst ist ein zweistöckiges Bauwerk mit fünf Jochen, dessen Fassade mit Kiefernbrettern auf einem Trockenmauernsockel. Ein Seitenflügel mit einer ähnlichen Höhe erstreckt sich nach Süden. An beiden Enden erheben sich aus Backsteinen gemauerte Schornsteine, eine große Fernsehantenne sitzt direkt am nördlichen Kamin auf dem verschindelten Dach.
Ein paar Stufen an der Westfassade, die die Vorderseite des Hauses bildet, führen hinauf zu einem einjöchigen Portikus mit Giebeldach, der den zentral angeordneten Haupteingang beschirmt und von einem Paar hölzerner Pfeiler getragen wird. Das Giebeldreieck hat ein gezähntes Säulengebälk. Das Aussehen des Portikus wird von einem weniger ornamentierten Portikus über dem rückwärtigen Eingang kopiert.
Geriffelte Pilaster erheben sich zwischen dem letzten Joch auf jeder Seite und den restlichen Fenstern hinauf zum Fries. Dieser ist mit Zahnverzierung und Medaillons versehen und läuft um das Gebäude, mit Ausnahme der nach Osten gerichteten Rückseite. Alle Fenster haben einen Fensterladen, die meisten davon sind noch mit den ursprünglichen Haken versehen. Auch an den Ecken sitzen Pilaster; an der südwestlichen Ecke befindet sich eine kleine Satellitenschüssel.
Über die volle Länge des Südflügels verläuft an dessen Vorderseite eine Veranda. Ein weiterer Kamin erhebt sich an dem südlichen Ende des Flügels. Das Dach ist aus Blech.
Ein weiteres Paar geriffelter Pilaster flankiert den Haupteingang, über dem ein großes Kämpferfenster sitzt. Es öffnet sich in die zentrale Halle, die über die gesamte Länge des Hauses führt. Ein Großteil der Innenausstattung ist im Originalzustand, darunter Säulen, Holzschnitzereien, Sockelleisten und Kamineinfassungen. Das Esszimmer wurde mit neuen Deckenfließen ausgestattet. Ein Teil der ursprünglichen Holzdielenfußböden ist erhalten.

## Geschichte
Uriah Edwards, der im nahegelegenen Richmond geboren wurde, wechselte im Jahr 1800 im Alter von 31 Jahren den Bundesstaat, um in Flatbrook eine Stelle anzunehmen. Nachdem er nochmals kurz nach Richmond zurückging, siedelte er sich 1802 endgültig in Flatbrook an, um seinen eigenen Laden zu eröffnen. Zwei Jahre später nahm er die ortsansässige Betsy Olmsted, eine Nachfahrin der ersten Siedler Canaans zur Frau, die auch große Grundstücke südlich und westlich des heutigen Hauses besaß.
Das Haus entstand zwei Jahre nach der Hochzeit. Im Gegensatz zu anderen zeitgenössischen Häusern im Federal Style, die im Columbia County entstanden, ist das Lace House ausgiebig verziert. Es entspricht einem vernakulären Muster früher ländlicher Häusern im Federal Style, der in dem an Connecticut und Massachusetts grenzenden Teil New Yorks typisch ist; ebenso wie etwa beim Tabor-Wing House in Dover Plains ist ein großer Teil der Verzierung im Bereich der Veranda angebracht. Seine allgemeine Verzierung gab dem Haus der Edwards’ schon kurz nach der Erbauung den Spitznamen „Lace House“, unter dem es seitdem bekannt ist.
Edwards verkaufte später einen Teil seines Landes an die neugegründete Albany and West Stockbridge Railroad, die spätere Hudson and Berkshire und danach die Boston and Albany Railroad, die als erste Eisenbahn New York und Massachusetts miteinander verband. Er eröffnete den Bahnhof, der bis zu seinem Abriss Mitte des 20. Jahrhunderts als Edwards Station bekannt war. Edwards war kommunalpolitisch aktiv und war Stadtdirektor, Stadtkämmerer und Mitglied der New York State Assembly. Er starb 1851 und seine Frau 16 Jahre später.
Nach ihrem Tod ging das Erbe an ihre Schwägerin Lucinda Edwards Woodworth, die es schon bald ihrer eigenen Tochter hinterließ. Diese hatte in eine andere ortsansässige Familie eingeheiratet, die Familie Curtis. Eine der Nachkommen, Harriet Curtis, übertrug es an einen der Nachbarn. Nach ihrem Tod klagte ihr Nachlassverwalter gegen diese Übertragung, weswegen das Haus etliche Jahre leerstand. Der Kücheflügel an der Südseite verfiel, bis der Rechtsstreit 1921 beigelegt wurde.
William Edwards verkaufte das Anwesen schon kurze Zeit später an die Familie Rathbun, die den ursprünglichen Küchenflugel einriss und den heutigen Anbau errichtete. Zu der Zeit wurden auch die Schornsteine versetzt und das ursprüngliche Schindeldach durch ein Blechdach ersetzt. Außerdem gruben sie einen neuen Brunnen und ließen das Haus elektrifizieren.
Die Nachkommen der Familie verkaufte es 60 Jahre später an die Familie Brusch. 1983 wurde das Haus renoviert, wobei Strom- und Wasserleitungen auf den neuesten Standard gebracht sowie Interieur und Exterieur instand gesetzt wurden. Die größte Veränderung zu diesem Zeitpunkt war der Bau des rückwärtigen Portikus. Nach Abschluss der Arbeiten betrieben sie in dem Haus ein Bed and Breakfast.

## Belege
1. ↑  
National Register Information System. In: National Register of Historic Places. National Park Service, 13. März 2009, abgerufen am 16. Oktober 2015.
2. 1 2 3 4 5  
Neil Larson: National Register of Historic Places nomination, Lace House. New York State Office of Parks, Recreation and Historic Preservation, November 1984, archiviert vom Original (nicht mehr online verfügbar) am 6. Oktober 2012; abgerufen am 23. Januar 2010.  Info: Der Archivlink wurde automatisch eingesetzt und noch nicht geprüft. Bitte prüfe Original- und Archivlink gemäß Anleitung und entferne dann diesen Hinweis.
3. ↑  Lawrence Sombke: Hail Columbia! In: New York. 29. September 1986, S. 74–75 (google.com).

Koordinaten: 42° 22′ 36″ N, 73° 25′ 45″ W